# مطار كرابي
مطار كرابي (بالتايلندية: ท่าอากาศยานนานาชาติกระบี่)‏(إياتا: KBV، إيكاو: VTSG) هو مطار يخدم منطقة كرابي، تايلاند يقع على بعد حوالي 7 كيلومترات من شرق وسط المدينة. ، وافتتح المطار في 1999.  استقبل المطار أكثر من 4.3 مليون مسافر في عام 2017. هو زيادة عن قدرة المطار البالغة ثلاثة ملايين مسافر، وسيوسع المطار إلى أكثر من 8 ملايين مسافر.

## شركات الطيران والوجهات
| شركـات طيـران        | الوجهات                                                                          |
| -------------------- | -------------------------------------------------------------------------------- |
| طيران آسيا           | مطار كوالالمبور الدولي                                                           |
| طيران بانكوك         | مطار سوفارنابومي الدولي، مطار ساموي                                              |
| فلاي دبي             | مطار دبي الدولي                                                                  |
| سكوت للطيران         | مطار شانغي سنغافورة                                                              |
| خطوط سيتشوان الجوية  | مطار جينغديو الجديد                                                              |
| طيران آسيا (تايلاند) | مطار دون موينغ، مطار سوفارنابومي الدولي، مطار تشيانغ مي                          |
| Thai Lion Air        | مطار دون موينغ موسمي عارض: مطار تشانغشا هوانغوا الدولي، مطار حيفي شينكياو الدولي |
| Thai Smile           | مطار سوفارنابومي الدولي                                                          |
| Thai VietJet Air     | مطار سوفارنابومي الدولي                                                          |